# Оператор Гамільтона
Оператор Гамільтона або оператор набла — векторний диференціальний оператор першого порядку, компоненти якого є частковими похідними за координатами.
Для тривимірного евклідового простору в прямокутній декартовій системі координат оператор набла визначається наступним чином:
{\displaystyle \nabla =\left({\frac {\partial }{\partial x}},{\frac {\partial }{\partial y}},{\frac {\partial }{\partial z}}\right)}
Оператор Гамільтона використовують для позначення дивергенції, градієнта та ротора
{\displaystyle {\text{div}}\,\mathbf {A} =\nabla \cdot \mathbf {A} ,}
де точка позначає скалярний добуток,
{\displaystyle {\text{grad}}\,U=\nabla U}
{\displaystyle {\text{rot}}\,\mathbf {A} =\nabla \times \mathbf {A} ,},
де символ × позначає векторний добуток.
Тут {\displaystyle \mathbf {A} } — будь-яке векторне поле.
Введений у вжиток ірландським математиком Вільямом Гамільтоном.